# Citaten van voorzitter Mao Zedong
Citaten van voorzitter Mao Zedong  (vereenvoudigd Chinees: 毛主席语录; traditioneel Chinees: 毛主席語錄; pinyin: Máo zhǔxí yǔlù), meestal het Rode Boekje genoemd, is een publicatie van de regering van de Volksrepubliek China en werd eerst uitgegeven in april 1964. Het was samengesteld door maarschalk Lin Biao in eerste instantie ten behoeve van het Volksbevrijdingsleger. 

## Inhoud
In het boekje wordt uit toespraken en publicaties van Mao Zedong geciteerd. In China heet dit boekje dan ook Citaten van Mao Zedong. In de westerse wereld wordt de titel "Rode Boekje" gebruikt vanwege de rode kaft en het handzame formaat. Er staan 427 citaten in verdeeld over 33 hoofdstukken. De citaten zijn soms één zin lang, andere keren een aantal paragrafen. De meeste citaten komen uit een ruim twintigtal documenten die in de vier boekdelen van de Geselecteerde Werken van Mao staan. De inhoud gaat vooral over Mao's ideologie, ook wel Maoïsme genaamd.  

## Landelijke verspreiding
Door een boek uit te geven dat iedereen verplicht was te lezen trad Mao in de voetsporen van de Chinese Keizers die ook dergelijke memoranda of edicten hadden uitgevaardigd. Een bekend voorbeeld is het edict ter weerlegging van het boek "Ontwaken uit een waan" van de dissidente geleerde Lü Liuliang waarin keizer Yongzheng (1678-1735) kritiek op zijn troonopvolging weerlegt. Dit edict werd in een voor die tijd grote oplage gedrukt en over geheel China verspreid. In de Chinese geschiedenis zijn er meer voorbeelden van "Keizerlijke woorden" die overal moesten worden gereciteerd, bestudeerd en aangebracht.
Geschat wordt dat er alleen al tijdens de Culturele Revolutie 5 tot 6,5 miljard exemplaren van het boekje zijn uitgegeven. De "populariteit" van het werk is vooral toe te schrijven aan het feit dat elke Chinees geacht werd er een in zijn bezit te hebben, het te allen tijde bij zich te hebben en het te bestuderen. 
Gedurende de Culturele Revolutie werd de verplichting de teksten te bestuderen opgelegd in scholen en werd werk onderbroken zodat alle werkers georganiseerd de teksten konden bestuderen. Dit gold voor industrieën, ambtenarij, het platteland, het leger, enz.. Dit beïnvloedde natuurlijk nadelig de werkresultaten. De propaganda vermeldde dat het begrijpen van de citaten van Mao verlichting zou brengen en productie zou vergroten. Dat het contra-productief was om de arbeid daarvoor te onderbreken werd op deze manier weerlegd.
Gedurende de jaren zestig was het Rode Boekje het meest zichtbare symbool in China. Het werd zelfs meer afgebeeld dan Mao. Op propagandaposters werden mensen vrijwel altijd afgebeeld met het boekje in de hand.

## Internationale invloed

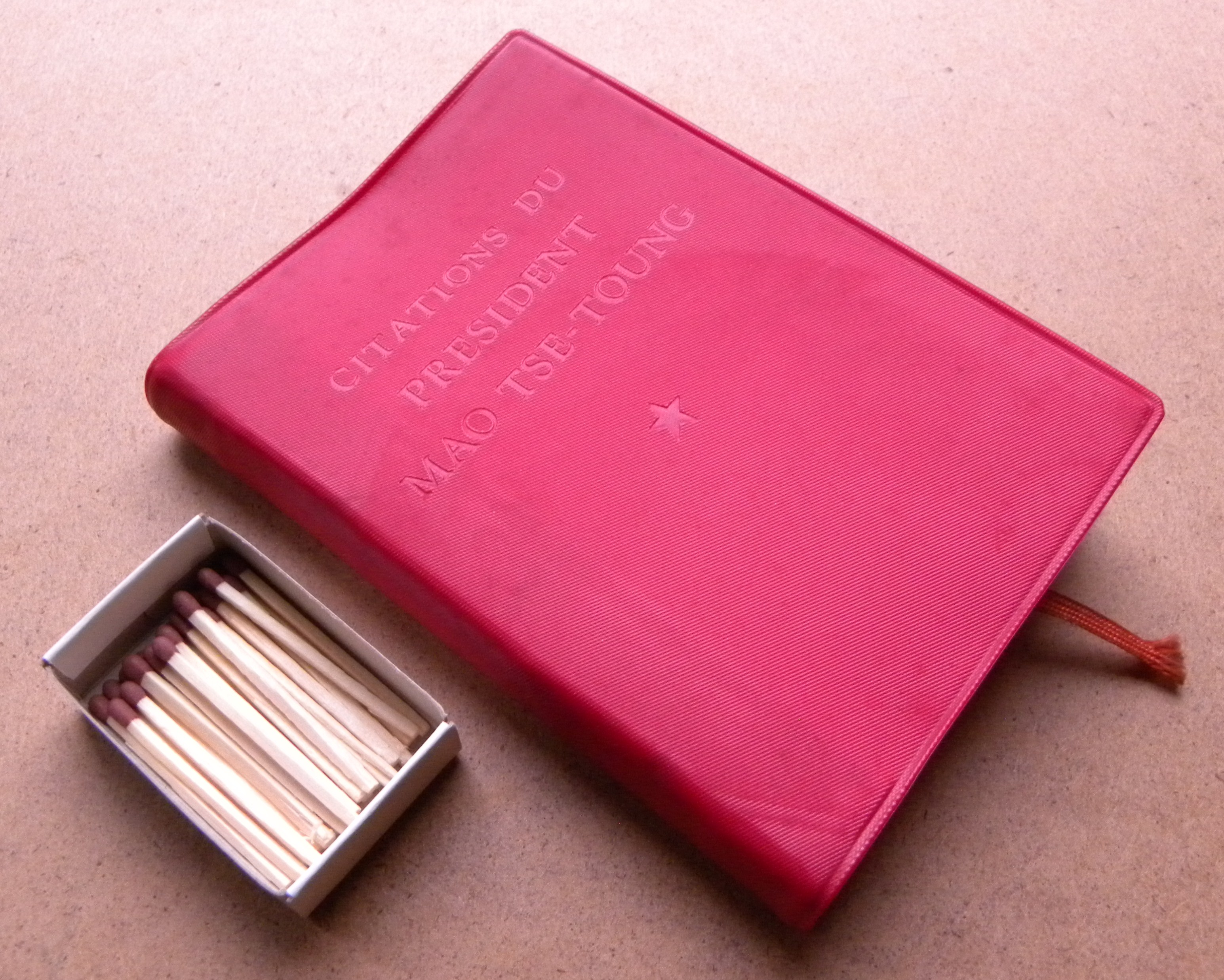
Het rode boekje, Franstalige versie, gedrukt in China (95x134mm) 1966.

In de periode oktober 1966 tot en met de zomer van 1967 werd de verbreiding van Het Denken van Mao Zedong tot de 'centrale zaak' van de Chinese buitenlandse politiek uitgeroepen om de Mao-cultus ook internationaal versterkt te promoten. Kosten noch moeite werden door Peking gespaard om te zorgen dat het Rode Boekje in meer dan 100 landen werd verspreid. Dit was naar men beweerde een ‘Gebeurtenis van immense vreugde voor de mensen in de wereld’ en ‘als het oplichtende baken voor schepen die in de dichte mist varen’. De hele diplomatieke en clandestiene machine van China werd in de strijd geworpen om de aanbidding van Mao in andere landen te introduceren.
Tegen het einde van de jaren zestig was de propagandacampagne om Mao te promoten reeds 10 jaar bezig en zijn profiel reikte tot in de hemel. In veel landen in het Westen waren veel mensen door hem gebiologeerd en het Rode Boekje werd door veel studenten en intellectuelen in de westerse landen volkomen serieus genomen. De invloedrijke Franse schrijver Jean-Paul Sartre prees het revolutionaire geweld van Mao als ‘diepgaand moreel’.
Toen de Culturele Revolutie met de dood van Mao in 1976 ten einde liep, daalde het belang ervan aanmerkelijk, en het glorificeren van Mao werd langzamerhand als een cultfenomeen beschouwd. 
In 2005 bracht uitgeverij Forum het werk opnieuw uit. Het betreft een identieke heruitgave van het Nederlandse origineel uit 1967, in de vertaling van C.Schepel en verschenen in de reeks Zwarte Beertjes van A.W.Bruna.